# غلامرضا بروسان
غلامرضا بروسان فرزند اسماعیل بروسان (زاده ۲۲ آذر ۱۳۵۲ در مشهد – درگذشته ۱۵ آذر ۱۳۹۰) شاعر و برگزیده «جایزه شعر نیما» و «جایزه شعر خبرنگاران» بود.

## آثار
از او در زمان حیاتش مجموعه‌های شعر «احتمال پرنده را گیج می‌کند»(۱۳۷۸) و «یک بسته سیگار در تبعید»(۱۳۸۴) منتشر شده‌بود. چاپ گزیده‌ای از شعر مشهد به نام «به سوی رودخانهٔ استوک»(۱۳۸۵) و «عصارهٔ سوماً»(۱۳۸۷)، گزیده‌ای از ریگ ودا (قدیمی‌ترین کتاب مقدس موجود هندوها)، «مرا ببخش خیابان بلندم» گزیدهٔ شعر شمس لنگرودی، و مجموعه گزیده شعر خراسان به اسم «اسب‌ها روسری نمی‌بندند» از دیگر آثار وی است. اسب‌ها روسری نمی‌بندند، گزیدهٔ شعر خراسان با انتخاب بروسان است که توسط انتشارات شاملو منتشر شد. این مجموعهٔ شعر افزون بر ۶۰۰ صفحه است و سروده‌هایی از ۵۰ شاعر خراسان را شامل می‌شود. در مقدمهٔ این کتاب، گزیده‌هایی از گفتگوهای غلامرضا بروسان با شاعران خراسانی، ارائه شده‌است.
دو اثر دیگر او «۵ عاشقانه‌های یک سرباز(۱۳۸۷)» و «مرثیه برای درختی که به پهلو افتاده است» (۱۳۸۸) هستند که بروسان به خاطر «مرثیه برای درختی که به پهلو افتاده است» برگزیده دومین جایزه شعر نیما شد
آخرین کتاب بروسان «در آب‌ها دری باز شد»، اشعاری است که اواخر دهه هشتاد (۸۹–۸۷) سروده شده و پس از درگذشت او توسط خانواده‌اش گردآوری و منتشر شد.

## عناصر و درون‌مایه شعری

### اندیشه
طی نقد و بررسی آثار این شاعر در کانون ادبیات ایران در تابستان ۱۳۸۵، سیدرضا محمدی، شاعر و منتقد ادبی دربارهٔ اشعار غلامرضا بروسان اینچنین می‌گوید: «ذائقه تازگی، حس غریب، یگانگی با طبیعت و نسبت با آب و خاک و سنگ از ویژگی‌های اشعار بروسان است. در اشعار وی دغدغه‌های انسانی فراوانی وجود دارد. این دغدغه‌های انسانی از صلح و شکوه و جنگ تا مسائل فرهنگی بشری چون جوانمردی، رفاقت و مهربانی را در برمی گیرد.»

### تکنیک
اشعار غلامرضا بروسان را متعلق به جریان ساده‌نویسی در شعر فارسی می‌دانند. او ساده‌نویسی را یک فرم و کاری دشوار می‌دانست و معتقد بود ساده‌نویسان برخلاف شاعران دشوارنویس سهم واقع‌گرایی را در شعر ادا می‌کنند. بروسان شعر خود را نوعی از آثار سهل ممتنع می‌دانست، سهل به این معنا که راحت در دسترس مخاطب قرار گیرد و ممتنع به این معنا که مخاطب را با تجربۀ حسی جدیدی روبرو می‌کند

## جوایز
- مجموعه شعر «یک بسته سیگار در تبعید» کتاب برگزیده اولین دوره شعر خبرنگاران، سال ۱۳۸۵[۱۰]
- مجموعه شعر «مرثیه برای درختی که به پهلو افتاده است» کتاب برگزیده دومین دوره جایزه شعر نیما، سال ۱۳۸۹[۱۱]
- مجموعه شعر «سکته سوم» تقدیر شده در دهمین جشنواره بین‌المللی شعر فجر در بخش شعر بزرگسال، سال ۱۳۹۴[۱۲]

## ترجمه اشعار به زبان‌های دیگر
چاپ سوم مجموعه شعر «یک بسته سیگار در تبعید» با ترجمه شعرها به انگلیسی و آلمانی توسط انشارات مروارید در اسفند ۱۳۹۲ منتشر شد. ترجمه آلمانی شعرهای کتاب را علی عبداللهی و ترجمه انگلیسی را احمد پوری انجام داده است.
کتاب ترجمه گزیده شعرهای غلامرضا بروسان و الهام اسلامی به زبان کردی با بازگردانی محمد آشنا توسط انتشارات داستان در بهمن ۱۳۹۴ منتشر شده‌است. «بةسةی جگةرص غةریویةنه (بسته‌ای سیگار در غربت)» عنوان ترجمه گزیده شعرهای بروسان و اسلامی به کردی است.

## مرگ
بروسان به همراه همسر شاعرش الهام اسلامی و دخترش لیلا در سانحهٔ رانندگی در جاده قوچان، در ۱۴ آذرماه ۱۳۹۰، در سن ۳۸ سالگی؛ درگذشت.

## نمونه شعر
بی تو … (از کتاب یک بسته سیگار در تبعید)
بی تو

خودم را بیابان غریبی احساس می‌کنم

که باد را به وحشت می‌اندازد

جویبار نازکی

که تنها یک پنجم ماه را دیده است

زیباترین درختان کاج را حتی
زنان غمگینی احساس می‌کنم

که بر گوری گمنام مویه می‌کنند

آه

غربت با من همان کار را می‌کند

که موریانه با سقف

که ماه با کتان

که سکتۀ قلبی با ناظم حکمت

گاهی به آخرین پیراهنم فکر می‌کنم

که مرگ در آن رخ می‌دهد

پیراهنم بی تو آه

سرم بی تو آه

دستم بی تو آه

دستم در اندیشهٔ دست تو از هوش می‌رود

ساعت ده است

و عقربه‌ها با دو انگشت هفتی را نشان می‌دهند

که به سمت چپ قلب فرو می‌افتد.